# Барбарен, Филипп
Филипп Ксавье Кристиан Иньяс Мари Барбарен (фр. Philippe Xavier Christian Ignace Marie Barbarin; род. 17 октября 1950, Рабат, Марокко) — французский кардинал. Епископ Мулена с 1 октября 1998 по 16 июля 2002. Архиепископ Лиона с 16 июля 2002 по 6 марта 2020. Кардинал-священник с титулом церкви Сантиссима-Тринита-аль-Монте-Пинчо с 21 октября 2003.

## Ранняя жизнь и образование
Родился 17 октября 1950 года в Рабате, (Марокко было тогда французским протекторатом), сын М. Барбарена и Ивонн Марии Рок (немки по происхождению). При крещении получил имя Филипп Ксавье Кристиан Иньяс Мари. У него шесть сестёр (две религиозные деятельницы) и четыре брата.
Барбарен обучался для принятия сана в Париже. Второй лицей «Marcellin Berthelot», Сен-Мор, Валь-де-Марн; Колледж «Francs-Bourgeois», Париж, (бакалавр); главная семинария, Париж (философия); военная служба; «Institut de Philosophies Comparées» (философия); Парижский университет Сорбонна, Париж (докторантура в философии); «Institut Catholique de Paris», в семинарии «des Carmes», Париж (лиценциат в богословии).
Помимо своего родного французского языка, он хорошо говорит по-итальянски, по-английски, по-испански, по-немецки и на малагасийском языке.

## Священник
Филипп Барбарен был рукоположён в священники 17 декабря 1977 года Робером-Мари-Жозефом Франсуа де Прованше, епископом Кретея, Франция. С 1977 по 1985 год викарий в двух приходах: Нотр-Дам д’Альфорвилль и Нотр-Дам де Венсенн. С 1985 по 1990 год член пасторской группы прихода Святого Франциска Сальского д’Адамбилль и Сен-Мор и капеллан лицея и школы Сен-Мор. Епархиальный делегат по экуменизму; а кроме того, викарий в Сен-Илар де Ла Варенн. С 1991 по 1994 пастор прихода Сен-Леже, Буасси Сен-Леже. С 1994 по 1998 год — священник на Мадагаскаре, был профессором богословия в главной семинарии Вохитсуа, архиепархия Фианаранцуа. Пастор, Бри-сур-Марн, Кретей.

## Епископ
1 октября 1998 года Барбарен был назначен епископом Мулена. Хиротонисан 22 ноября 1998 года в кафедральной базилике Нотр-Дам, Мулен, Филибером Рандриамбололона, архиепископом Фианаранцуа, Мадагаскар, которому помогали Андре Бернар Мишель Кюлен — бывший епископ Мулена и Даниэль Камилль Виктор Мари Лабилль — епископ Кретея. Барбарен был назначен архиепископом Лиона и примасом Галлии 16 июля 2002 года.

## Кардинал
Возведен в кардиналы-священники с титулом церкви Сантиссима-Тринита-аль-Монте-Пинчо папой римским Иоанном Павлом II на консистории 21 октября 2003 года. Был одним из кардиналов-выборщиков, которые участвовали в папском Конклаве 2005 года, который избрал папу римского Бенедикта XVI.

## Деятельность
Кардинал Барбарен открыл в 2010 году в Лионе, «двуобрядовую» семинарию (то есть семинарию посвящённую обеим формам римского обряда: ординарной форме и экстраординарной форме). Эта вторая епархия во Франции, после другой в Тулоне, которая предлагает такую возможность, для её семинаристов. Проект Барбарена пойдет дальше, чем в Тулоне: не только семинаристы имеют возможность быть сформированы в соответствии с экстраординарной формой, Тридентская месса будет служиться каждый день во взаимодействии с религиозной общиной церкви Святого Георгия (фр. Eglise Sainte-Georges). Церковь Святого Георгия изначально была закрыта в 1970-х годах, но отремонтирована и открыта в 1989 году епархией, что позволило священникам из Священнического братства Святого Петра проводить мессы в экстраординарной форме. Программа будет управляться вспомогательным епископом Лиона Жаном-Пьером Батютом.

## Судебный процесс
В марте 2019 года Барбарен был признан виновным в сокрытии фактов педофилии в церкви в 1970-1980 годах и приговорен к 6 месяцам заключения условно. Исправительный суд Лиона заключил, что Кардинал Барбарен знал о домогательствах священника Бернарда Прейна к более чем 60 воспитанникам кружка скаутов в коммуне Сен-Фуа-ле-Лион, но вместе с другими церковными иерархами не принял мер по его преследованию. Судьи сочли, что к сокрытию фактов Барбарена мотивировало желание сохранить доброе имя католической церкви. Кардинал отказался признавать свою вину и подал апелляцию: "Я не понимаю, в чем я виновен. Я никогда не пытался скрывать информацию о подобных ужасающих фактах". В 2014-2015 годах Барбарену стало известно о происходившем от одной из жертв, но он не передал эту информацию правоохранительным органам. Обвинение в бездействии против Барбарена выдвинули некоторые из жертв Прейна. 
Французский телеканал BFMTV назвал этот судебный процесс первым серьезным судом над педофилом в католической церкви Франции. В апреле 2019 года в кинотеатрах состоялась премьера художественного фильма  режиссера Франсуа Озона «По воле божьей», который описывает детали резонансного процесса с точки зрения пострадавших мужчин. Адвокат Барбарена после вынесения обвинительного приговора заявил, что решение было принято под давлением и выход художественных и документальных фильмов по этой теме в последнее время мог повлиять на независимость судебного решения.

## Отставка
6 марта 2020 года Папа Франциск принял отставку кардинала Филиппа Барбарена с поста архиепископа Лиона.

## Конклав 2025 года
Участник Конклава 2025 года, где был избран папа Лев XIV..